# Танрысевсин, Ямур
Ягму́р Танрысевси́н (тур. Yağmur Tanrısevsin; род. 28 января 1991, Мерсин) — турецкая актриса

 кино и телевидения.

## Ранние годы
Ягмур Танрысевсин родилась 24 августа 1990 года в Мерсине (Турция). Мать — Дениз Танрысевсин. Есть старшая сестра — Пынар Танрысевсин. Она окончила отделение стеклокерамики факультета изящных искусств Университета Мармара, а затем обучалась актёрскому мастерству в Студии актёрского мастерства.

## Карьера
В 2012 году Танрысевсин дебютировала на телевидении, сыграв роли в телесериалах «Грязная семёрка» (Мюге) и «Назвала я её Фериха» (Эдже). С 2021 по 2022 год она играла главную роль Айше Йылмаз в телесериале «Сердечная рана». Всего сыграла около двадцати ролей в фильмах и телесериалах. Снималась в рекламных роликах для Bambi, Koleston, FLO и Sephora, а также появлялась на обложках журналов All Wedding, 10 Sayfa и Hardwar Plus.

## Личная жизнь
С 2013 по 2014 год Танрысевсин встречалась с актёром и коллегой по телесериалу «В ожидании солнца» Керемом Бюрсином. С 2015 по 2019 год она встречалась с актёром и музыкантом, коллегой по телесериалу «Он назвал меня папой» Огузханом Кочем.
Увлекается боксом, теннисом, лыжами, баскетболом, скульптурой и живописью.

## Фильмография
| Год       |   | Русское название          | Оригинальное название | Роль                      |
| --------- | - | ------------------------- | --------------------- | ------------------------- |
| 2012      | с | Назвала я её Фериха       | Adını Feriha Koydum   | Эдже                      |
| 2012      | с | Грязная семёрка           | Pis Yedili            | Мюге                      |
| 2013      | ф | Любовь заставит плакать   | Aşk Ağlatır           | Бану                      |
| 2013—2014 | с | В ожидании солнца         | Güneşi Beklerken      | Мелис Гюзель              |
| 2014—2015 | с | Беглец                    | Kaçak                 | Тюлай Менген              |
| 2015      | ф | Трагедия                  | The Tragedy           | Дженнифер                 |
| 2015      | ф | Большая семья: Влепи      | Geniş Aile: Yapıştır  | Чагла                     |
| 2015      | с | Он назвал меня папа       | Bana Baba Dedi        | Дидем                     |
| 2015—2016 | с | Королева мая              | Mayıs Kraliçesi       | Нехир                     |
| 2016      | ф | Вот ещё! 2                | Yok Artık! 2          | Дамла                     |
| 2017      | с | Два лжеца                 | İki Yalancı           | Дуйгу Эрсебиль            |
| 2020      | ф | Отцовские деньги          | Baba Parası           | Тюлин                     |
| 2021      | с | Позвоните моему менеджеру | Menajerimi Ara        | в роли самой себя         |
| 2021—2022 | с | Сердечная рана            | Kalp Yarası           | Айше Йылмаз / Санджакзаде |
| 2023      | ф | Третий день               | Üçüncü Gün            | Элья                      |